# Herman van Wissen

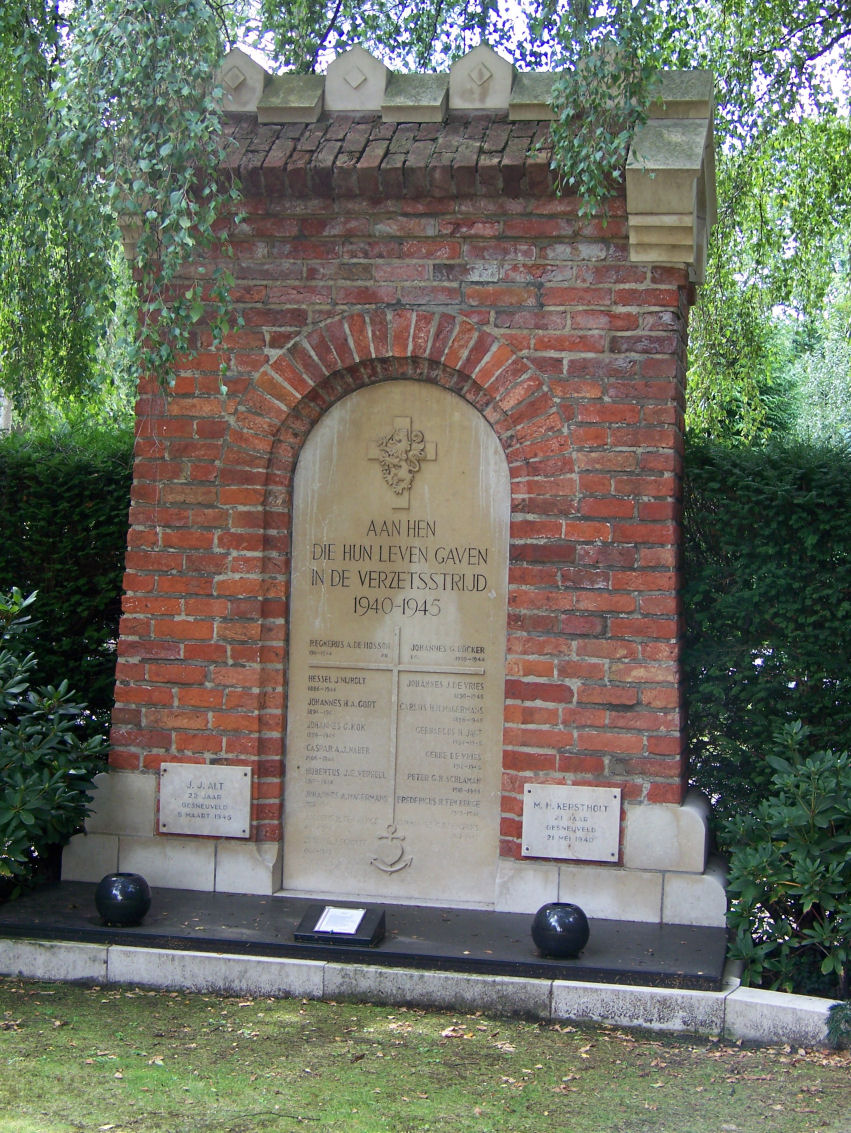
Verzetsmonument Groningen (1946)

Hermanus Johannes (Herman) van Wissen (Groningen, 27 december 1910 - aldaar, 23 april 2000) was een Nederlandse architect en kunstschilder.

## Biografie
Van Wissen was zoon van de architect A.L. van Wissen (1878-1955), die onder meer het gemeentehuis van Uithuizermeeden ontwierp. Van Wissen heeft opleidingen gevolgd aan de HTS-bouwkunde in Groningen, het Kunsthistorisch Instituut Rome en het Grafisch Centrum in Groningen. In de jaren '30 was hij leerling van Jan Derksen Staats (schilderen) en Anne Huitema (grafische technieken).
Als schilder werkte Van Wissen vooral met Siberisch krijt, aquarel, tempera en olieverf. Hij schilderde vooral landschappen in een figuratief-expressionistische stijl. Van Wissen was lid van de kunstkring ‘De Regenboog’ in Groningen en (bestuurs)lid van de Groninger kunstkring De Ploeg. Hij maakte studiereizen naar Griekenland, Hongarije, Israël, Joegoslavië, Oostenrijk, Rome en de Verenigde Staten.
In 1946 ontwierp Van Wissen een verzetsmonument voor Groningen in de vorm van een poort, dat werd geplaatst op het R.K. Kerkhof aan de Hereweg. Als architect kreeg hij na de Tweede Wereldoorlog veel opdrachten voor woningbouw. In de tweede helft van de jaren '50 kreeg de katholieke Van Wissen vooral opdrachten voor het ontwerpen van kerken.
Van Wissen werd na zijn pensionering als architect opgevolgd door zijn oudste zoon Ad. Zoon Driek (1943-2010) werd in 2005 uitgeroepen tot Dichter des Vaderlands, zoon Jan van Wissen (1945) is tuin- en landschapsarchitect.

## Bouwwerken
| Jaartal | Locatie                                      | Omschrijving                      |
| ------- | -------------------------------------------- | --------------------------------- |
| 1935    | Groningen, hoek Esserweg/Verlengde Hereweg   | dubbel landhuis                   |
| 1941    | Zuidlaren, Wilhelminalaan 4                  | uitbreiding villa de Berkenhof    |
| 1950    | Groningen, Herebinnensingel 1                | bedrijfspand                      |
| 1956    | Amersfoort, Liendertseweg                    | Heilig Kruiskerk                  |
| 1957    | Gorredijk, Compagnonstraat                   | RK-kerk Sint Paulusvicarie        |
| 1959    | Groningen, Goeman Borgesiuslaan/Helper Esweg | 11 rijwoningen                    |
| 1959    | Hengelo, Haydnlaan                           | RK-kerk St. Raphaël               |
| 1961    | Tollebeek, Vosseburcht                       | RK-kerk St. Hubertus              |
| 1962    | Musselkanaal, De Brink                       | Kloosterkapel Franciscanessen     |
| 1962    | Leeuwarden, Archipelweg                      | Sint-Franciscuskerk               |
| 1963    | Franeker, Godsacker                          | Sint-Franciscuskerk               |
| 1964    | Klazienaveen, Stellingstraat                 | RK-kerk St. Henricus              |
| 1965    | Irnsum, Rijksweg                             | RK-kerk St. Marcus                |
| 1966    | Wijtgaard, Tjissema                          | RK-kerk Maria Tenhemelopneming    |
| 1971    | Groningen                                    | bejaardencentrum Corpus den Hoorn |

## Trivia
Van Wissen was in 1959 als architect betrokken bij bouwwerkzaamheden in Helpman. Er werd daarbij een urn gevonden, die werd gedateerd in de tijd van de Grote Volksverhuizing. Na de dood van Van Wissen hebben zijn erfgenamen de urn in 2004 geschonken aan het Groninger Museum.